# Brede ereprijs
De brede ereprijs (Veronica austriaca subsp. teucrium) is een plant van vrij droge, vrij arme, kalkhoudende grond en komt voor op vergraste rivierduinen en hellingen in heel Europa. De plant wordt ook als sierplant gebruikt en staat op de Nederlandse Rode lijst van planten als zeer zeldzaam en sterk afgenomen.
De plant heeft rechtopgaande stengels en wordt tussen de 10 en 50 centimeter hoog. De zittende bladeren zijn eirond tot langwerpig en diep gekarteld tot gezaagd. De brede ereprijs bloeit van mei tot juli met blauwe, tweeslachtige bloempjes. De vruchtjes zijn 5 mm grote, hartvormige doosvruchtjes.

## Plantengemeenschap
Brede ereprijs is een kensoort voor de associatie van sikkelklaver en zachte haver (Medicagini-Avenetum pubescentis), een zeer bloemrijke plantengemeenschap van kalkrijke zandgronden langs de grote rivieren.